# Sericostoma grusiense
Sericostoma grusiense là một loài Trichoptera trong họ Sericostomatidae. Chúng phân bố ở miền Cổ bắc.